# Ondřej Kraják
Ondřej Kraják (* 20. April 1991 in Hradec Králové) ist ein tschechischer Fußballspieler, der beim FC Hradec Králové unter Vertrag steht. 

## Karriere
Kraják begann seine Karriere bei Sparta Prag, wo er von 2009 bis 2011 mit der zweiten Mannschaft in der Druhá fotbalová liga spielte. Für die Saison 2011/12 wurde er an Bohemians 1905 Prag verliehen, wo er am 25. September 2011 zu seinem ersten Einsatz in der Gambrinus Liga kam, als er beim Spiel gegen Slovan Liberec eingewechselt wurde.
Der 1,79 m große Rechtsfüßer spielt auf der Position des Mittelstürmers.